# موتور عشاير محمد سفينة تاج (أرزوئية)
موتور عشایر محمد سفینة تاج (بالإنجليزية: Mowtowr-e Ashayir Mohammad Safineh Taj)‏ هي منطقة سكنية تقع في إيران في Arzuiyeh Rural District. يقدر عدد سكانها بـ 169 نسمة .